# Helmut Stimm
Helmut Stimm (* 15. Juli 1917 in Ludwigshafen am Rhein; † 30. März 1987 in München) war ein deutscher Romanist und Hochschullehrer.

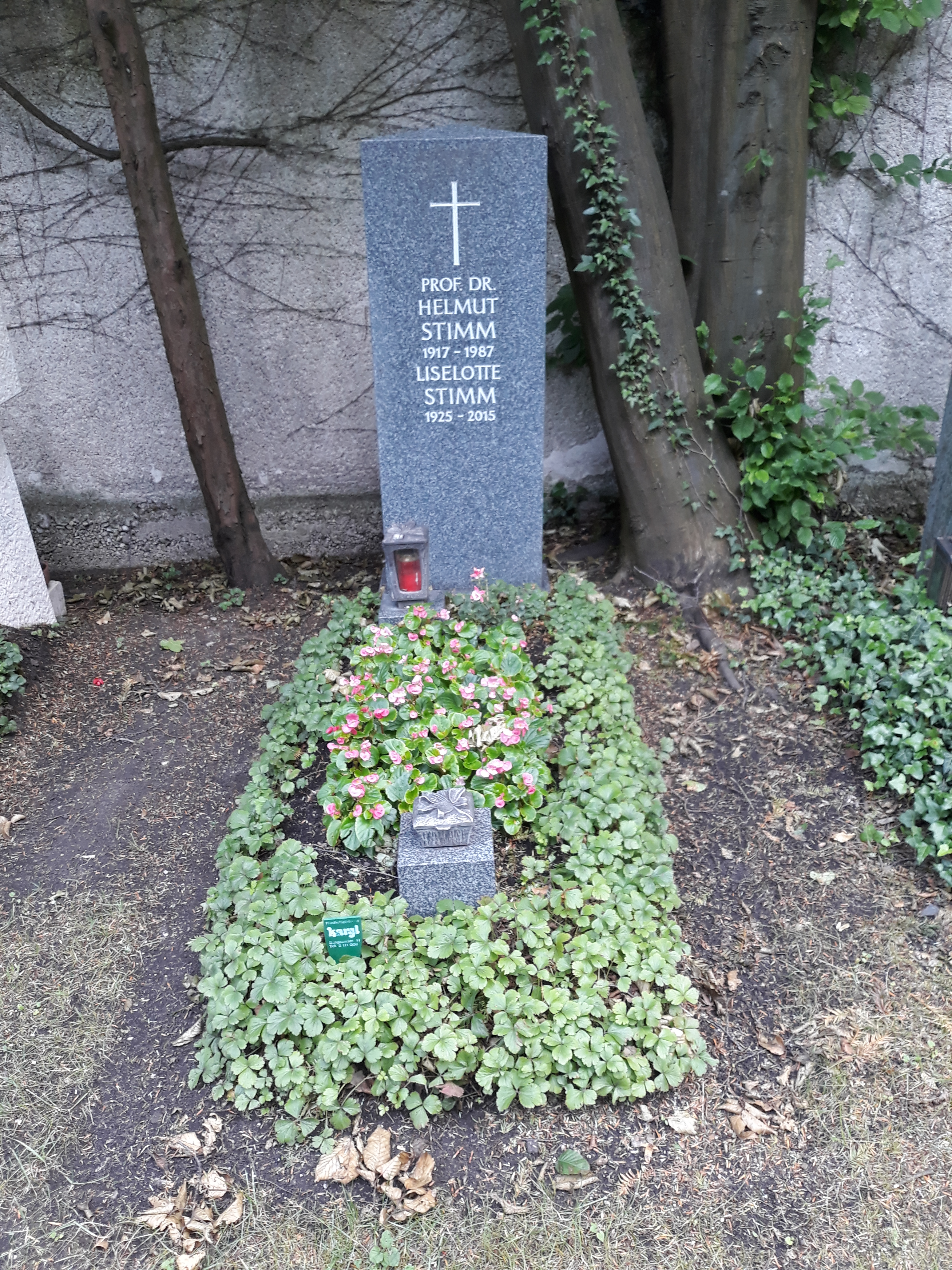
Grab von Helmut Stimm und seiner Frau Liselotte auf dem Friedhof Obermenzing (München)

## Leben und Werk
Stimm machte 1937 Abitur. Nach Arbeits-, Wehr-, Kriegsdienst und Gefangenschaft studierte er ab 1946 in Tübingen (und Paris) Französisch, Latein und Indogermanistik. Als Schüler von Ernst Gamillscheg promovierte er 1951 mit Studien zur Entwicklungsgeschichte des Frankoprovenzalischen und habilitierte sich 1955 ebenfalls in Tübingen in romanischer Philologie mit der Herausgabe eines altfrankoprovenzalischen Textes. 
Er war zunächst Lehrstuhlvertreter in Heidelberg und wurde an die Universität des Saarlandes berufen, wo er von 1957 bis 1965 zuerst als außerordentlicher, dann als ordentlicher Professor für romanische Philologie lehrte. In Saarbrücken war er 1959 bis 1960 Dekan, 1960 bis 1962 Rektor und 1962 bis 1964 Prorektor. 1963 lehnte er einen Ruf nach München ab. Einen nochmaligen Ruf an die Universität München nahm er 1965 an und baute dort den neugeschaffenen Lehrstuhl für romanische Sprachwissenschaft auf. 1968 war er Dekan in politisch stürmischer Zeit, nämlich zur Zeit der Westdeutschen Studentenbewegung der 1960er Jahre.
Er lehnte es 1969 ab, in München Rektor zu werden, um sich stärker seiner Forschung widmen zu können. Die ihm zu seiner Emeritierung 1982 gewidmete Festschrift trägt den Titel Fakten und Theorien. Beiträge zur romanischen und allgemeinen Sprachwissenschaft. Stimms Lebensprojekt eines etymologischen Wörterbuchs des Altprovenzalischen wurde von seinem Nachfolger übernommen und erscheint seit 1996 unter dem Titel Dictionnaire de l'occitan médiéval (DOM). Stimm war seit 1971 ordentliches Mitglied der Bayerischen Akademie der Wissenschaften und von 1971 bis 1986 sprachwissenschaftlicher Herausgeber der Zeitschrift für französische Sprache und Literatur.
Sein Nachlass ist im Universitätsarchiv Saarbrücken überliefert.

## Schriften
- Studien zur Entwicklungsgeschichte des Frankoprovenzalischen. Mainz 1952 (= Abhandlungen der geistes- und sozialwissenschaftlichen Klasse der Akademie der Wissenschaften und der Literatur in Mainz. Jahrgang 1952, Nr. 6).
- Altfrankoprovenzalische Übersetzungen hagiographischer lateinischer Texte aus der Handschrift der Pariser Nationalbibliothek fr. 818. I. Prosalegenden. Verlag der Akademie der Wissenschaften und der Literatur in Mainz. In Kommission bei Franz Steiner Verlag, Wiesbaden 1955 (= Akademie der Wissenschaften und der Literatur. Abhandlungen der geistes- und sozialwissenschaftlichen Klasse. Jahrgang 1955, Nr. 1).
- Die romanischen Wörter für „frei“. Saarbrücken 1967.
- Medium und Reflexivkonstruktion im Surselvischen. München 1973.
- Dictionnaire de l'occitan médiéval (DOM). ouvrage entrepris par Helmut Stimm, poursuivi et réalisé par Wolf-Dieter Stempel avec la collaboration de Claudia Kraus, Renate Peter et Monika Tausend. Tübingen, Niemeyer 1996ff.

Festschrift
- Sieglinde Heinz/Ulrich Wandruszka (Hrsg.): Fakten und Theorien. Beiträge zur romanischen und allgemeinen Sprachwissenschaft. Festschrift für Helmut Stimm zum 65. Geburtstag (= Tübinger Beiträge zur Linguistik, Bd. 191). Narr, Tübingen 1982, ISBN 3-87808-936-8.

## Nachrufe / Literatur
- Franz Lebsanft: Stimm, Helmut. In: Neue Deutsche Biographie (NDB). Band 25, Duncker & Humblot, Berlin 2013, ISBN 978-3-428-11206-7, S. 348 (Digitalisat).
- Peter Blumenthal in Zeitschrift für französische Sprache und Literatur. 97, 1987, S. 225–230.
- Hans Helmut Christmann in Zeitschrift für romanische Philologie.104, 1988, S. 592–602.
- Rolf Hachmann, Max Pfister: Grenzenlose Hochachtung für Helmut Stimm.  In: campus, Nachrichten und Meinungen aus der Universität des Saarlandes. 17, 1987, Nr. 3, S. 18f.
- Max Pfister in Jahrbuch 1987 der Akademie der Wissenschaften und der Literatur Mainz. S. 97–99 und in Revue de linguistique romane.51, 1987, S. 686–671.
- Wolf-Dieter Stempel in Süddeutsche Zeitung. 1. April 1987.